# Dziani Dzaha
Le Dziani Dzaha est un lac de cratère sur l'île de Petite-Terre (commune de Dzaoudzi, Mayotte, France), dans le sud-ouest de l'océan Indien.

## Toponymie
En mahorais, dziani signifie « lac » et dzaha « cratère », dziani dzaha signifie donc « lac du cratère ».
Le Dziani Dzaha est également appelé lac Dzaha ou (par pléonasme) lac Dziani.

## Géographie
Le Dziani Dzaha est situé au nord de Petite-Terre, une île de l'ensemble insulaire de Mayotte, un département français d'outre-mer situé dans l'archipel des Comores, au nord du canal du Mozambique, entre Madagascar et l'Afrique. 
Le lac est de forme quasi circulaire, mesurant 660 mètres de long sur 400 de large, pour une superficie de 45 hectares. Sa profondeur moyenne est de 4 m, avec une fosse profonde de 18 m, mais non reliée à l'océan (voisin d'à peine 100 m). 
Le lac est inclus dans le cratère de Dziani Dzaha, qui constitue un site naturel protégé dépendant du Conservatoire du littoral.

## Géologie
Le cratère de Dziani Dzaha est un maar formé il y a entre 4 000 et 7 000 ans, date de la dernière explosion du volcan, désormais éteint (même s'il subsiste une chambre magmatique active sous l'île). 
Contrairement au reste de l'île (essentiellement basaltique), une grande partie des parois sont constituées de cendre volcanique de couleur claire, accumulée en couches horizontales. 

## Chimie
Du fait de l'évaporation et de remontées thermales, l'eau du lac est plus salée que l'eau de mer, et saturée en sels d'origine volcanique (ions Na+, K+, Mg2+ et Cl−, principalement). Elle est très alcaline, avec un pH compris entre 9 et 9,5, ce qui la rend corrosive. Sa température est généralement proche de 30 °C.

## Biologie
La surface du lac est riche en oxygène, mais sa charge organique et la forte stratification la rendent totalement anoxique en dessous de 1,5 m, ce qui empêche toute vie sous-marine pluricellulaire. 
Il s'y développe cependant, en surface, un écosystème très original comportant notamment des cyanobactéries filamenteuses (du genre Arthrospira) et des alphaprotéobactéries à l'origine de stromatolithes, d'autres bactéries, des protozoaires  et des larves de moucherons aquatiques de la famille des Éphydridés. 
L'écosystème très particulier du lac en fait un objet d'étude qui aide à comprendre la soupe primitive à l'origine de la vie pluricellulaire au Précambrien. Une dizaine de laboratoires scientifiques travaillent actuellement sur les eaux de ce lac. C'est notamment un lieu privilégié pour étudier les archées, des micro-organismes à l'origine des eucaryotes. À partir de prélèvements dans le lac, on a pu reconstituer quatorze génomes d'un groupe d'archées, les Woesearchaeota (en), révélant des stratégies d'adaptation aux conditions extrêmes de cet environnement,.

## Tourisme
Le Dzaha est l'édifice volcanique le plus récent et le mieux conservé de Mayotte, et permet une vue magnifique sur Grande-Terre, Petite-Terre et l'océan Indien. L'eau couleur émeraude du lac constitue également un intérêt touristique. 
Un chemin permet de faire le tour du lac en 45 minutes environ, et les sentiers agricoles qui desservent les plantations établies sur les flancs du lac permettent d'accéder aux rives de celui-ci. La boucle est longue de 4,1 km pour une dénivellation de 70 m. 
L'eau du cratère, corrosive, est impropre à la consommation et à la baignade.

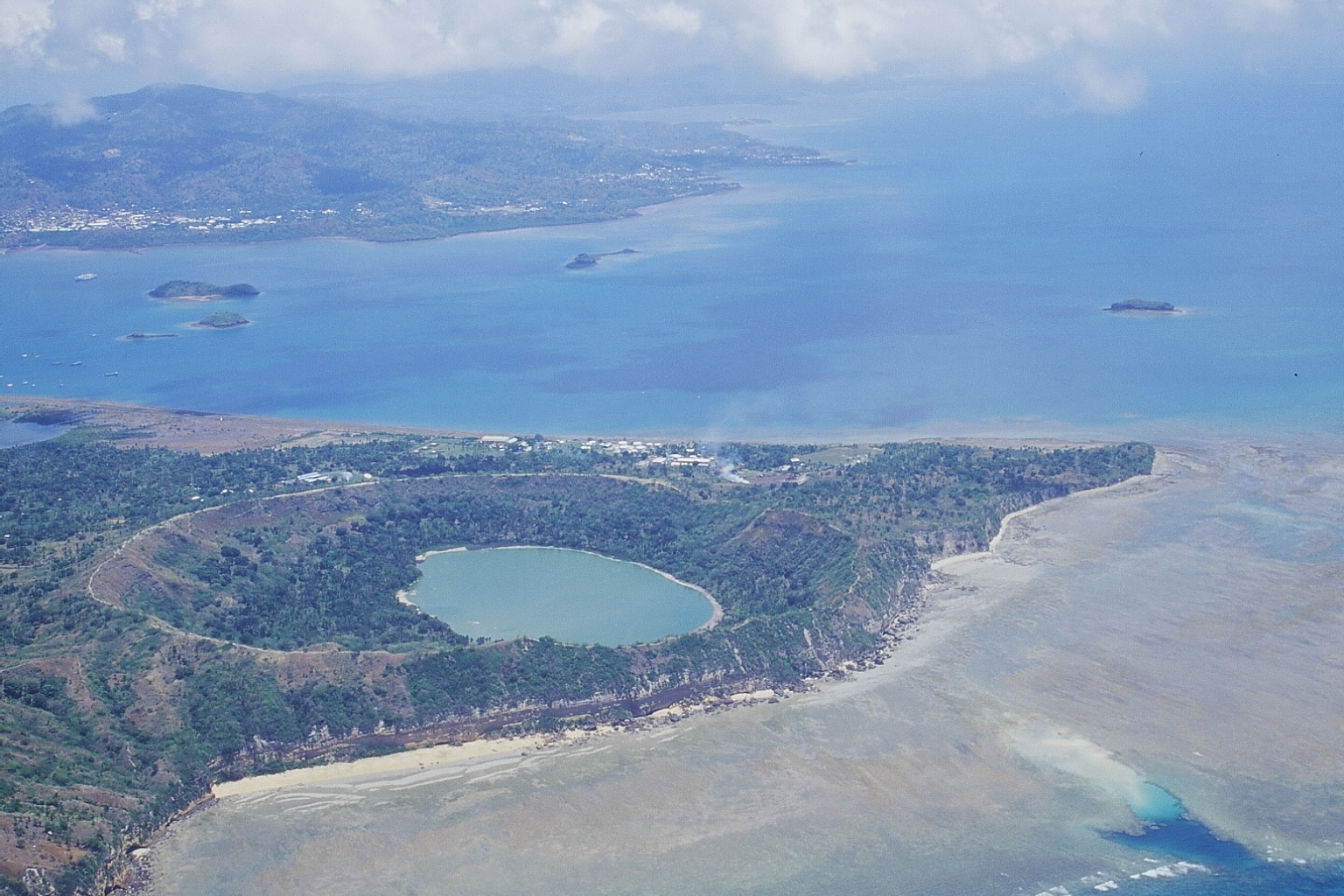
Vue aérienne.
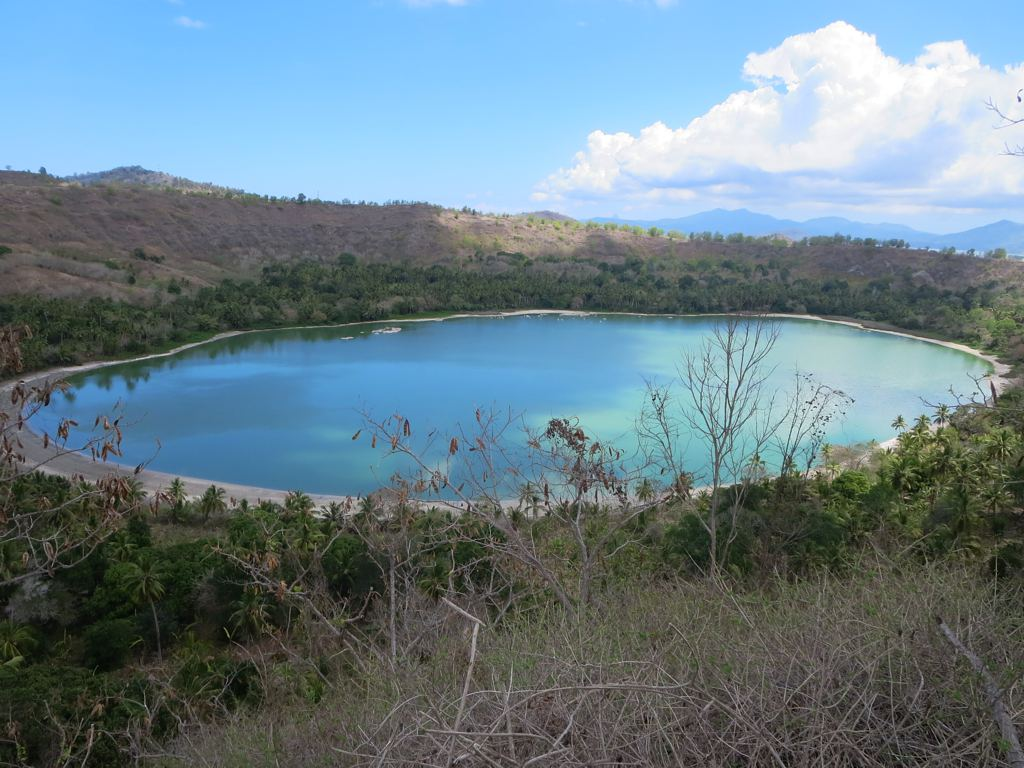
Vue depuis le point culminant des bords du cratère.